# Легендариум Толкина
Легенда́риум То́лкина (англ. Tolkien's legendarium) — в исследованиях литературного творчества английского писателя Дж. Р. Р. Толкина — общепринятое обозначение совокупности произведений и незавершённых работ автора, посвящённых вымышленному миру Арда и, в частности, Средиземью.

## Толкиновская трактовка
Толкин и сам использовал термин «легендариум» с отсылкой к своим работам в четырёх письмах, написанных между 1951 и 1955 гг., в период, когда он пытался опубликовать незавершённый Сильмариллион и более полное издание «Властелина колец»:
- О «Сильмариллионе»:

Этот легендариум заканчивается видением конца мира, его разрушения и переделки, возвращения Сильмариллов и «света перед солнцем»… (Письмо Милтону Уолдману, 1951 год)
Оригинальный текст (англ.)This legendarium ends with a vision of the end of the world, its breaking and remaking, and the recovery of the Silmarilli and the «light before the Sun»… (Letter to Milton Waldman, written c.1951)

- Об обеих книгах:

… мой легендариум, особенно «Падение Нуменора», которое следует за «Властелином колец», основывается на моём взгляде на то, что Человек по сути смертен и не должен пытаться стать «бессмертным» во плоти. (Письмо 1954 года)
Оригинальный текст (англ.)… my legendarium, especially the «Downfall of Númenor» which lies immediately behind «The Lord of the Rings», is based on my view: that Men are essentially mortal and must not try to become 'immortal' in the flesh.(Letter written in 1954)

- О «Сильмариллионе»:

На самом деле, воображая эту историю, мы теперь живем на физически круглой Земле. Но полный «легендариум» содержит переход от плоского мира… к круглому… (Письмо 1954 года)
Оригинальный текст (англ.)Actually in the imagination of this story we are now living on a physically round Earth. But the whole «legendarium» contains a transition from a flat world… to a globe… (Letter written in 1954)

- Об обеих книгах:

Но начало легендариума, из которого Трилогия является лишь частью (заключение), было попыткой реорганизовать кое-что из Калевалы… (Письмо 1955 года)
Оригинальный текст (англ.)But the beginning of the legendarium, of which the Trilogy is part (the conclusion), was an attempt to reorganise some of the Kalevala… (Letter written in 1955)

## Использование термина «Легендариум Толкина»
«Легендариум Толкина» определяется в аналитической работе Джона Рейтлиффа «История «Хоббита»» как объёмная работа Толкина, состоящая из следующих частей:
- «Книга утраченных сказаний» (англ. The Book of Lost Tales)
- «Очерк мифологии» (англ. The Sketch of Mythology) и альтернативные версии
- «Квента Нолдоринва» (англ. Quenta Noldorinwa) и первые Анналы
- «Квента Сильмариллион» (англ. Quenta Silmarillion) и более поздние Анналы
- «Квента» (англ. Quenta)
- «Окончательные Анналы» (англ. The final Annals)